# 1974-es úszó-Európa-bajnokság
Az 1974-es úszó-Európa-bajnokságot Bécsben, Ausztriában rendezték augusztus 18. és augusztus 25. között. Az Eb-n 37 versenyszámot rendeztek. 30-at úszásban, 4-et műugrásban, 3-at szinkronúszásban és egyet vízilabdában.
Először voltak versenyek szinkronúszásban. Ezeket a versenyeket Amszterdamban, Hollandiában tartották.

## Éremtáblázat
(A táblázatban Magyarország és a rendező nemzet eltérő háttérszínnel kiemelve.)
| Helyezés | Nemzet         | Arany | Ezüst | Bronz | Összesen |
| 1.       | NDK            | 17    | 15    | 4     | 36       |
| 2.       | NSZK           | 6     | 5     | 4     | 15       |
| 3.       | Nagy-Britannia | 5     | 3     | 3     | 11       |
| 4.       | Magyarország   | 3     | 1     | 4     | 8        |
| 5.       | Szovjetunió    | 2     | 7     | 11    | 20       |
| 6.       | Olaszország    | 2     | 2     | 1     | 5        |
| 7.       | Svédország     | 2     | 1     | 3     | 6        |
| 8.       | Hollandia      | 0     | 3     | 5     | 8        |
| 9.       | Franciaország  | 0     | 0     | 1     | 1        |
| 10.      | Jugoszlávia    | 0     | 0     | 1     | 1        |
| Összesen | Összesen       | 37    | 37    | 37    | 111      |

## A magyar versenyzők eredményei
Érmesek
| Érem  | Versenyző | Versenyszám | Versenyszám          | Dátum         |
| ----- | --- | ----------- | -------------------- | ------------- |
| Arany | Hargitay András | úszás       | Férfi 200 m pillangó | augusztus 18. |
| Arany | Hargitay András | úszás       | Férfi 400 m vegyes   | augusztus 20. |
| Arany | Bodnár András Csapó Gábor Cservenyák Tibor Faragó Tamás Görgényi István Horkai György Kásás Zoltán Konrád Ferenc Molnár Endre Sárosi László Szívós István | vízilabda   | Vízilabda            | augusztus 25. |
| Ezüst | Verrasztó Zoltán | úszás       | Férfi 200 m hát      | augusztus 23. |
| Bronz | Verrasztó Zoltán | úszás       | Férfi 100 m hát      | augusztus 18. |
| Bronz | Rudolf Róbert | úszás       | Férfi 200 m hát      | augusztus 23. |
| Bronz | Kaczander Ágnes | úszás       | Női 100 m mell       | augusztus 23. |
| Bronz | Hargitay András | úszás       | Férfi 200 m vegyes   | augusztus 24. |

## Érmesek

### Úszás
- WR – világrekord

#### Férfi
| Versenyszám               | Arany                                                                   | Arany      | Ezüst                                                                                       | Ezüst    | Bronz                                                                                         | Bronz    |
| ------------------------- | ----------------------------------------------------------------------- | ---------- | ------------------------------------------------------------------------------------------- | -------- | --------------------------------------------------------------------------------------------- | -------- |
| 100 m-es gyorsúszás       | Peter Nocke · NSZK                                                      | 52,18      | Vlagyimir Bure · Szovjetunió                                                                | 52,19    | Klaus Steinbach · NSZK                                                                        | 52,31    |
| 200 m-es gyorsúszás       | Peter Nocke · NSZK                                                      | 1:53,10    | Klaus Steinbach · NSZK                                                                      | 1:53,72  | Alekszandr Szamszonov · Szovjetunió                                                           | 1:53,74  |
| 400 m-es gyorsúszás       | Alekszandr Szamszonov · Szovjetunió                                     | 4:02,11    | Bengt Gingsjö · Svédország                                                                  | 4:03,79  | Andrej Krilov · Szovjetunió                                                                   | 4:04,32  |
| 1500 m-es gyorsúszás      | Frank Pfütze · NDK                                                      | 15:54,57   | James Carter · Nagy-Britannia                                                               | 15:54,78 | Igor Jevgrafov · Szovjetunió                                                                  | 16:04,42 |
|                           |                                                                         |            |                                                                                             |          |                                                                                               |          |
| 100 m-es hátúszás         | Roland Matthes · NDK                                                    | 58,21      | Lutz Wanja · NDK                                                                            | 58,66    | Verrasztó Zoltán · Magyarország                                                               | 58,78    |
| 200 m-es hátúszás         | Roland Matthes · NDK                                                    | 2:04,64    | Verrasztó Zoltán · Magyarország                                                             | 2:04,96  | Rudolf Róbert · Magyarország                                                                  | 2:07,52  |
|                           |                                                                         |            |                                                                                             |          |                                                                                               |          |
| 100 m-es mellúszás        | Nyikolaj Pankin · Szovjetunió                                           | 1:05,63    | Walter Kusch · NSZK                                                                         | 1:06,04  | David Leigh · Nagy-Britannia                                                                  | 1:06,17  |
| 200 m-es mellúszás        | David Wilkie · Nagy-Britannia                                           | 2:20,42    | Nyikolaj Pankin · Szovjetunió                                                               | 2:22,84  | David Leigh · Nagy-Britannia                                                                  | 2:23,79  |
|                           |                                                                         |            |                                                                                             |          |                                                                                               |          |
| 100 m-es pillangóúszás    | Roger Pyttel · NDK                                                      | 55,90      | Roland Matthes · NDK                                                                        | 56,68    | Folkert Meeuw · NSZK                                                                          | 57,60    |
| 200 m-es pillangóúszás    | Hargitay András · Magyarország                                          | 2:03,80    | Brian Brinkley · Nagy-Britannia                                                             | 2:04,13  | Hartmut Flöckner · NDK                                                                        | 2:04,55  |
|                           |                                                                         |            |                                                                                             |          |                                                                                               |          |
| 200 m-es vegyesúszás      | David Wilkie · Nagy-Britannia                                           | 2:06,32 WR | Christian Lietzmann · NDK                                                                   | 2:07,61  | Hargitay András · Magyarország                                                                | 2:09,08  |
| 400 m-es vegyesúszás      | Hargitay András · Magyarország                                          | 4:28,89 WR | Christian Lietzmann · NDK                                                                   | 4:30,32  | Andrej Andrej Szmirnov · Szovjetunió                                                          | 4:32,48  |
|                           |                                                                         |            |                                                                                             |          |                                                                                               |          |
| 4 × 100 m-es gyorsváltó   | NSZK · Klaus Steinbach · Gerhard Schiller · Kersten Meier · Peter Nocke | 3:30,61    | Szovjetunió · Vlagyimir Bure · Alekszandr Szamszonov · Anatolij Ribakov · Georgijs Kuļikovs | 3:32,01  | NDK · Roger Pyttel · Roland Matthes · Wilfried Hartung · Lutz Wanja                           | 3:32,54  |
| 4 × 200 m-es gyorsváltó   | NSZK · Klaus Steinbach · Werner Lampe · Folkert Meeuw · Peter Nocke     | 7:39,70    | Szovjetunió · Alekszandr Szamszonov · Andrej Krilov · Viktor Aboimov · Georgijs Kuļikovs    | 7:42,06  | Svédország · Bernt Zarnowiecki · Anders Bellbring · Peter Pettersson · Bengt Gingsjö          | 7:43,10  |
| 4 × 100 m-es vegyes váltó | NSZK · Klaus Steinbach · Walter Kusch · Folkert Meeuw · Peter Nocke     | 3:51,57    | Nagy-Britannia · Colin Cunningham · David Wilkie · Stephen Nash · Brian Brinkley            | 3:54,13  | Szovjetunió · Igor Anatoljevics Potyjakin · Nyikolaj Pankin · Viktor Sarigin · Vlagyimir Bure | 3:54,37  |

#### Női
| Versenyszám               | Arany                                                                   | Arany      | Ezüst                                                                  | Ezüst   | Bronz                                                                                   | Bronz   |
| ------------------------- | ----------------------------------------------------------------------- | ---------- | ---------------------------------------------------------------------- | ------- | --------------------------------------------------------------------------------------- | ------- |
| 100 m-es gyorsúszás       | Kornelia Ender · NDK                                                    | 56,96 WR   | Angela Franke · NDK                                                    | 57,82   | Enith Brigitha · Hollandia                                                              | 58,10   |
| 200 m-es gyorsúszás       | Kornelia Ender · NDK                                                    | 2:03,22 WR | Enith Brigitha · Hollandia                                             | 2:03,73 | Andrea Eife · NDK                                                                       | 2:05,04 |
| 400 m-es gyorsúszás       | Angela Franke · NDK                                                     | 4:17,83    | Cornelia Dörr · NDK                                                    | 4:19,72 | Novella Calligaris · Olaszország                                                        | 4:22,92 |
| 800 m-es gyorsúszás       | Cornelia Dörr · NDK                                                     | 8:52,45    | Novella Calligaris · Olaszország                                       | 8:57,93 | Gudrun Wegner · NDK                                                                     | 8:59,79 |
|                           |                                                                         |            |                                                                        |         |                                                                                         |         |
| 100 m-es hátúszás         | Ulrike Richter · NDK                                                    | 1:03,30 WR | Ulrike Tauber · NDK                                                    | 1:05,07 | Enith Brigitha · Hollandia                                                              | 1:05,94 |
| 200 m-es hátúszás         | Ulrike Richter · NDK                                                    | 2:17,35 WR | Ulrike Tauber · NDK                                                    | 2:18,72 | Enith Brigitha · Hollandia                                                              | 2:21,33 |
|                           |                                                                         |            |                                                                        |         |                                                                                         |         |
| 100 m-es mellúszás        | Christel Justen · NSZK                                                  | 1:12,55 WR | Renate Vogel · NDK                                                     | 1:13,69 | Kaczander Ágnes · Magyarország                                                          | 1:14,95 |
| 200 m-es mellúszás        | Karla Linke · NDK                                                       | 2:34,99 WR | Anne-Katrin Schott · NDK                                               | 2:38,88 | Marina Jurcsenya · Szovjetunió                                                          | 2:42,04 |
|                           |                                                                         |            |                                                                        |         |                                                                                         |         |
| 100 m-es pillangóúszás    | Rosemarie Kother · NDK                                                  | 1:01,99 WR | Anne-Katrin Leucht · NDK                                               | 1:03,63 | Gunilla Andersson · Svédország                                                          | 1:04,67 |
| 200 m-es pillangóúszás    | Rosemarie Kother · NDK                                                  | 2:14,45    | Anne-Katrin Leucht · NDK                                               | 2:18,45 | Barbara Schwarzfeldt · NSZK                                                             | 2:19,71 |
|                           |                                                                         |            |                                                                        |         |                                                                                         |         |
| 200 m-es vegyesúszás      | Ulrike Tauber · NDK                                                     | 2:18,97 WR | Andrea Hübner · NDK                                                    | 2:23,97 | Irina Fetyiszova · Szovjetunió                                                          | 2:25,40 |
| 400 m-es vegyesúszás      | Ulrike Tauber · NDK                                                     | 4:52,42 WR | Gudrun Wegner · NDK                                                    | 4:58,78 | Susan Richardson · Nagy-Britannia                                                       | 5:06,71 |
|                           |                                                                         |            |                                                                        |         |                                                                                         |         |
| 4 × 100 m-es gyorsváltó   | NDK · Kornelia Ender · Angela Franke · Andrea Eife · Andrea Hübner      | 3:52,48    | Hollandia · Anke Rijnders · Ada Pors · Veronica Stel · Enith Brigitha  | 3:57,08 | Franciaország · Claude Mandonnaud · Sylvie Le Noach · Chantal Schertz · Guylaine Berger | 3:57,61 |
| 4 × 100 m-es vegyes váltó | NDK · Ulrike Richter · Renate Vogel · Rosemarie Kother · Kornelia Ender | 4:13,78 WR | NSZK · Angelika Griesser · Christel Justen · Beate Jasch · Jutta Weber | 4:23,50 | Svédország · Gunilla Lundberg · Jeanette Pettersson · Gunilla Andersson · Diana Olsson  | 4:23,90 |

### Műugrás
Férfi
| Versenyszám         | Arany                       | Arany  | Ezüst                         | Ezüst  | Bronz                                | Bronz  |
| ------------------- | --------------------------- | ------ | ----------------------------- | ------ | ------------------------------------ | ------ |
| 3 m-es műugrás      | Klaus Dibiasi · Olaszország | 603,51 | Franco Cagnotto · Olaszország | 593,94 | Vjacseszlav Sztrahov · Szovjetunió   | 583,71 |
| 10 m-es toronyugrás | Klaus Dibiasi · Olaszország | 562,83 | Falk Hoffmann · NDK           | 557,28 | Alekszandr Gendrikszon · Szovjetunió | 522,51 |

Női
| Versenyszám         | Arany                     | Arany  | Ezüst                         | Ezüst  | Bronz                               | Bronz  |
| ------------------- | ------------------------- | ------ | ----------------------------- | ------ | ----------------------------------- | ------ |
| 3 m-es műugrás      | Ulrika Knape · Svédország | 465,57 | Irina Kalinyina · Szovjetunió | 460,17 | Tamara Szafonova · Szovjetunió      | 455,34 |
| 10 m-es toronyugrás | Ulrika Knape · Svédország | 408,87 | Irina Kalinyina · Szovjetunió | 399,54 | Jelena Vajcehovszkaja · Szovjetunió | 366,12 |

### Szinkronúszás
| Versenyszám | Arany                                         | Arany  | Ezüst                                    | Ezüst  | Bronz                                         | Bronz  |
| ----------- | --------------------------------------------- | ------ | ---------------------------------------- | ------ | --------------------------------------------- | ------ |
| Egyéni      | Jane Holland · Nagy-Britannia                 | 93,820 | Angelika Honsbeek · Hollandia            | 82,040 | Brigitte Serwonski · NSZK                     | 79,320 |
| Páros       | Nagy-Britannia · Jane Holland · Jennifer Lane | 89,050 | NSZK · Beate Mäckle · Brigitte Serwonski | 82,415 | Hollandia · Helma Giuvers · Angelika Honsbeek | 78,010 |
| Csapat      | Nagy-Britannia                                | 88,490 | NSZK                                     | 85,293 | Hollandia                                     | 78,859 |

### Vízilabda
| Versenyszám | Arany        | Ezüst       | Bronz       |
| ----------- | ------------ | ----------- | ----------- |
| Férfi       | Magyarország | Szovjetunió | Jugoszlávia |